# Tumbona

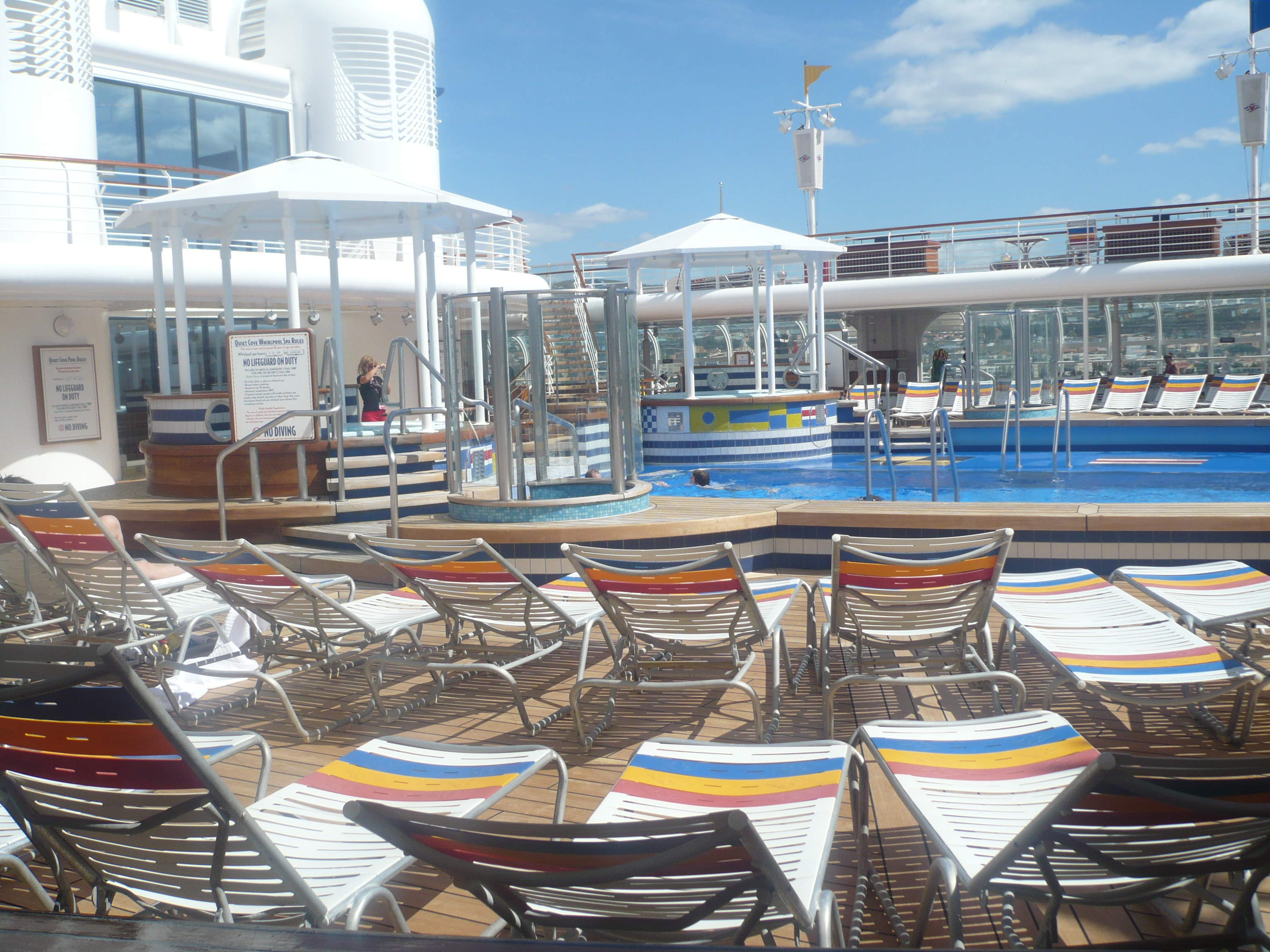
Tumbonas junto a una piscina

Una tumbona o reposera (camastro en México) es un mueble de piscina, jardín o playa, formado a menudo por láminas de plástico blanco que se diseña para que se recueste la gente o se siente sobre ella mientras se relaja.
Con una estructura similar a la de una cama, la parte superior de la superficie se puede reclinar hasta permitir que el usuario se incorpore y lea o bien mantenerse completamente en una superficie plana para permitir el descanso o el bronceado en posición horizontal. Puede tener brazos laterales o consistir simplemente en un cuerpo horizontal con patas. Las tumbonas a menudo se combinan con una colchoneta que se ata a su estructura para hacer más cómodo el descanso. La configuración de sus patas hace que sea un mueble apilable lo que reduce el espacio ocupado cuando se realizan tareas de mantenimiento o limpieza de las instalaciones.
En algunas playas y hoteles, se ponen tumbonas a disposición del usuario, a veces, en régimen de alquiler que permite utilizarlas durante toda la jornada.

## Variedades
- Tumbona con ruedas traseras para facilitar el desplazamiento.
- Tumbona con bandeja auxiliar para colocar vasos o platos.
- Tumbona plegable para ver la vista o para tomar una siesta
- Tumbona gravedad cero, que aportan sensación de ingravidez y se les suele utilizar tanto en ambientes interiores como de exteriores.
- Tumbona con parasol, muy utilizadas para la playa o piscina durante el verano.